# Martin-Hubert Rutten

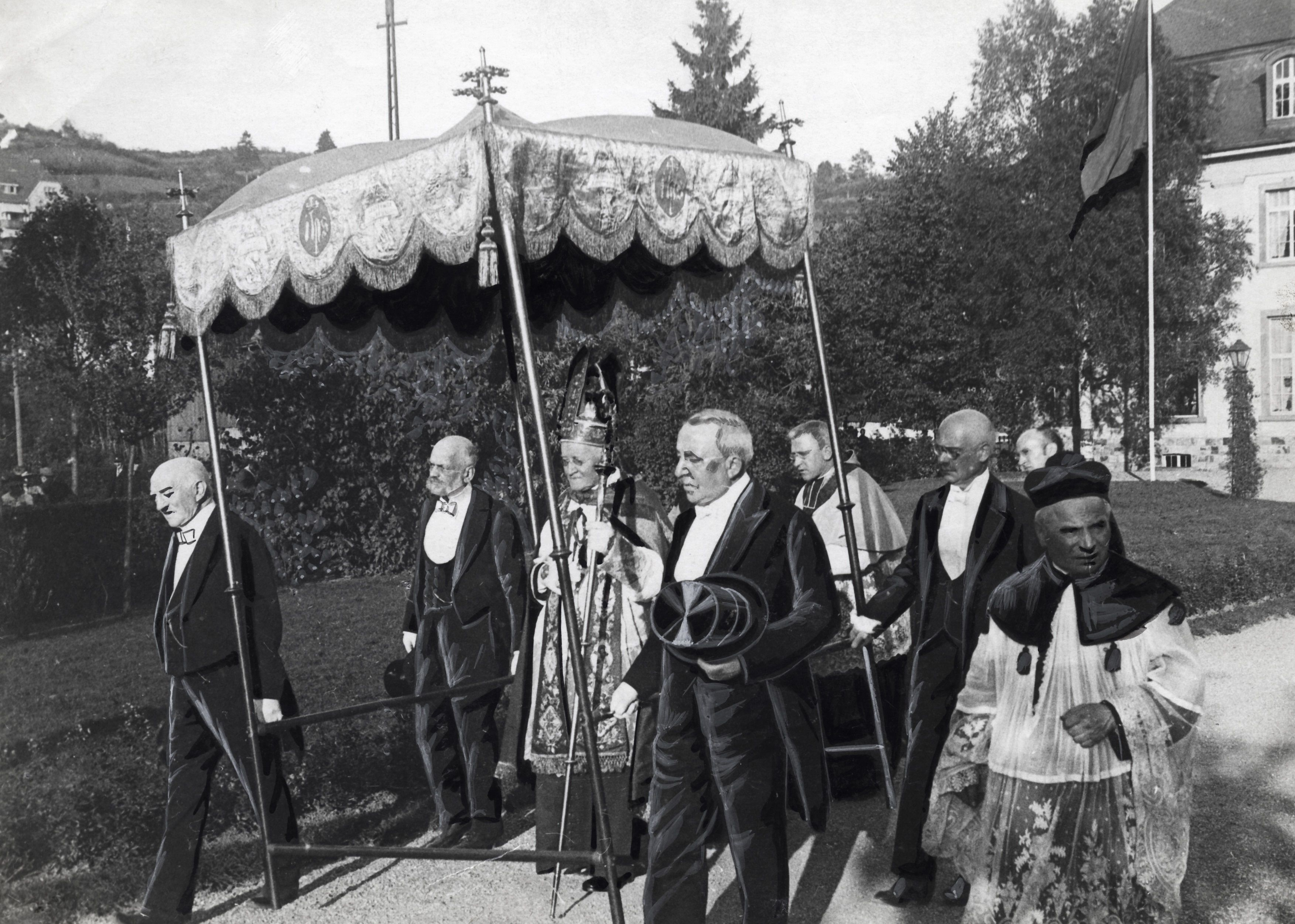

Martinus-Hubertus Rutten (* 17. Dezember 1841 in Geistingen (Kinrooi); † 17. Juli 1927 in Lüttich) war ein belgischer Geistlicher und von 1901 bis 1927 Bischof von Lüttich.

## Leben und Wirken
Nach dem Abitur in Maaseik begann er seine Studien am kleinen Seminar in Sint-Truiden und setzte diese am Priesterseminar in Lüttich fort. Am 28. April 1867 wurde er in der Lütticher Kathedrale zum Priester geweiht, wo er danach am Seminar lehrte. 1873 wurde er als Leiter des kleinen Seminars von Saint Roch berufen; ein Jahr später übernahm er die Leitung des kleinen Seminars in Sint-Truiden. 1875 wurde er zum Ehrendomherrn berufen. 1878 wurde er Superior des kleinen Seminars Sint-Truiden, 1879 Leiter des großen Seminars in Lüttich und gleichzeitig Generalvikar des Bistums und Dekan des bischöflichen Kapitels von Lüttich. 1883 wurde er Domkapitular in Lüttich, 1888 Dekan des Domkapitels und 1889 päpstlicher Hauskaplan.
1888 veröffentlichte er „Les Promesses divines de l'église à travers les siècles“ (Die göttlichen Verheißungen der Kirche im Laufe der Jahrhunderte).
Nach dem Tode von Victor-Joseph Doutreloux übernahm er im Oktober 1901 kommissarisch die Ämter seines Vorgängers. Papst Leo XIII. ernannte ihn am 16. Dezember 1901 zum 87. Bischof von Lüttich. Die Bischofsweihe spendete ihm der Erzbischof von Mecheln, Pierre-Lambert Kardinal Goossens, am 6. Januar 1902. Mitkonsekratoren waren der Bischof von Brügge, Gustavus Josephus Waffelaert, und der Bischof von Tournai, Charles-Gustave Walravens.

## Sprachenstreit
Rutten war ein eifriger Verfechter des Gebrauchs der flämischen Sprache in Unterricht und Kirche, um so in seinem Bistum, das damals auch das 1967 gegründete Bistum Hasselt umfasste, die Kirchentreue der Gläubigen nicht zu gefährden. Dieser Standpunkt brachte ihm mehrmals heftigen Streit mit den politischen Instanzen, aber vor allem mit seinem Vorgesetzten, dem belgischen Primas Kardinal Mercier ein.

## Bistum Eupen-Malmedy
Aus kirchlicher Sicht war eine Lösung nach dem Versailler Vertrag im belgisch gewordenen Ostbelgien nicht einfach, da sich ein Großteil des lokalen Klerus weiterhin dem Erzbistum Köln verbunden fühlte. Als die Situation eskalierte, rief der Primas von Belgien, Kardinal Mercier, Papst Benedikt XV. an. Dieser schuf durch die päpstliche Bulle Ecclesiae Universae vom 30. Juli 1920 das Bistum Eupen-Malmedy. Einziger Bischof wurde für die folgenden Jahre der Bischof von Lüttich, Martin-Hubert Rutten, der am 13. Oktober feierlich eingesetzt wurde und die Pfarrkirche von Malmedy zur Kathedrale erhob. Rutten führte beide Bistümer in Personalunion. Eine erneute päpstliche Bulle vom 15. April 1925 hob diesen Zustand auf, und das Gebiet wurde dem Bistum Lüttich einverleibt.